# Atamo
Atamo est une localité du Venezuela situé dans la municipalité d'Arismendi (Nueva Esparta).

## Géographie

### Localisation
La localité est située dans l'état insulaire de Nueva Esparta, sur l'île Margarita, au nord de la côte continentale.

### Subdivisions
La localité est divisée en deux zones, Atamo du Nord et du Sud.

## Étymologie
Le nom d'Atamo provient du nom d'une tribu indigène localisée sur le proche massif historique de Matasiete (cerro Matasiete), anciennement appelé Guayatamo, de *guaya, la « colline » et de *tamo, la « paille ». Cette paille est une des composantes de l'adobe, le matériau de construction couramment utilisé dans les villages pauvres de l'île.

## Histoire
Le village est créé en 1905 quand le président vénézuélien, le général Cipriano Castro fait une halte dans cette zone.

## Économie
La localité vit notamment de l'artisanat (nattes, paniers, bandes), et de l'agriculture.

## Source
- (es) Cet article est partiellement ou en totalité issu de l’article de Wikipédia en espagnol intitulé « Atamo » (voir la liste des auteurs).